# Padre padrone
Padre padrone is een Italiaanse dramafilm uit 1977 onder regie van Paolo en Vittorio Taviani. Het scenario is gebaseerd op de gelijknamige roman uit 1975 van de Italiaanse auteur Gavino Ledda.

## Verhaal
Op zijn zesde wordt de Sardijnse boerenzoon Gavino Ledda door zijn vader van school gehaald om schapen te hoeden. Aldus brengt de jonge Gavino zijn gehele jeugd eenzaam door in de bergen van Sardinië. Wanneer een strenge winter de boomgaard van de familie Ledda verwoest, besluit Gavino's vader de boerderij te verkopen. Gavino zelf gaat in het leger. Pas daar leert hij te schrijven met de hulp van zijn kameraad Cesare. 

## Rolverdeling
| Acteur                 | Personage       |
| ---------------------- | --------------- |
| Omero Antonutti        | Vader           |
| Saverio Marconi        | Gavino          |
| Marcella Michelangeli  | Moeder          |
| Fabrizio Forte         | Gavino als kind |
| Marino Cenna           | Jonge herder    |
| Stanko Molnar          | Sebastiano      |
| Nanni Moretti          | Cesare          |
| Pierluigi Alvau        |                 |
| Giuseppino Angioni     |                 |
| Fabio Angoni           |                 |
| Giuseppe Brandino      |                 |
| Mario Cheri            |                 |
| Giuseppe Chessa Perle  |                 |
| Domenico Deriu         |                 |
| Marina D'Onofrio       |                 |
| Pietro Paolo Fauli     |                 |
| Franca Floris          |                 |
| Mario Fulghesu         |                 |
| Antonio Garrucciu      |                 |
| Gianni Garruccio       |                 |
| Patrizia Giannichedda  |                 |
| Roberto Giannichedda   |                 |
| Vincenzo Giannichedda  |                 |
| Pietro Giordo          |                 |
| Antonello Gloriani     |                 |
| Gavino Loriga          |                 |
| Angelo Marras          |                 |
| Costanzo Mela          |                 |
| Domenico Morganti      |                 |
| Luigi Muntoni          |                 |
| Gianfranco Panai       |                 |
| Giuseppina Perantoni   |                 |
| Cristiana Piazza       |                 |
| Matteo Piu             |                 |
| Maria Immacolata Porcu |                 |
| Cosimo Rodio           |                 |
| Anna Lucia Sanna       |                 |
| Marco Sanna            |                 |
| Stefano Satta          |                 |
| Umberto Spada          |                 |
| Mario Spissu           |                 |
| Salvatore Stangoni     |                 |
| Marco Unali            |                 |

## Prijzen en nominaties
| Jaar | Prijs                    | Categorie             | Genomineerde(n)                | Uitslag     |
| ---- | ------------------------ | --------------------- | ------------------------------ | ----------- |
| 1977 | Filmfestival van Cannes  | Gouden Palm           | Paolo Taviani Vittorio Taviani | Gewonnen    |
| 1977 | Filmfestival van Cannes  | FIPRESCI-prijs        | Paolo Taviani Vittorio Taviani | Gewonnen    |
| 1977 | Filmfestival van Berlijn | Interfilm Grand Prix  | Paolo Taviani Vittorio Taviani | Gewonnen    |
| 1978 | David di Donatello       | Speciale prijs        | Paolo Taviani Vittorio Taviani | Gewonnen    |
| 1978 | Nastro d'Argento         | Beste Italiaanse film | Paolo Taviani Vittorio Taviani | Gewonnen    |
| 1978 | Nastro d'Argento         | Beste nieuwkomer      | Saverio Marconi                | Gewonnen    |
| 1978 | BAFTA's                  | Beste nieuwkomer      | Saverio Marconi                | Genomineerd |